# Marta Isasi
Marta Eliana Isasi Barbieri (Iquique, 15 de enero de 1966) es una Ingeniera en Administración de Empresas y política chilena.
Fue diputada por el Distrito 2, de Iquique, cargo al que accedió en 2006. Inicialmente miembro del PAR, tras su disolución, comenzó su distanciamiento de los elementos soristas, hasta obtener el cupo de la Unión Demócrata Independiente (UDI) por su distrito. Sin embargo en julio de 2010, se distanció de la bancada de la UDI y se integró a la bancada PRI-Independiente.
En diciembre de 2020 fue declarada culpable junto al exsenador Jaime Orpis en el «caso Corpesca» por el delito de cohecho, siendo este el resultado del primer juicio oral realizado en su país por financiamiento ilegal de la política.

## Biografía
Isasi nació el 15 de enero de 1966. Estudió en el Saint Gabriel's School y el Liceo 7 de niñas de Providencia.
Se tituló de ingeniero en administración de empresas y hasta antes de asumir como diputada, se desempeñó como Agente Regional de la Corporación Habitacional de la Cámara Chilena de la Construcción.
Es divorciada y madre de tres hijas. En 2007 una se suicidó a los 21 años, recibiendo numerosas condolencias.

## Carrera política

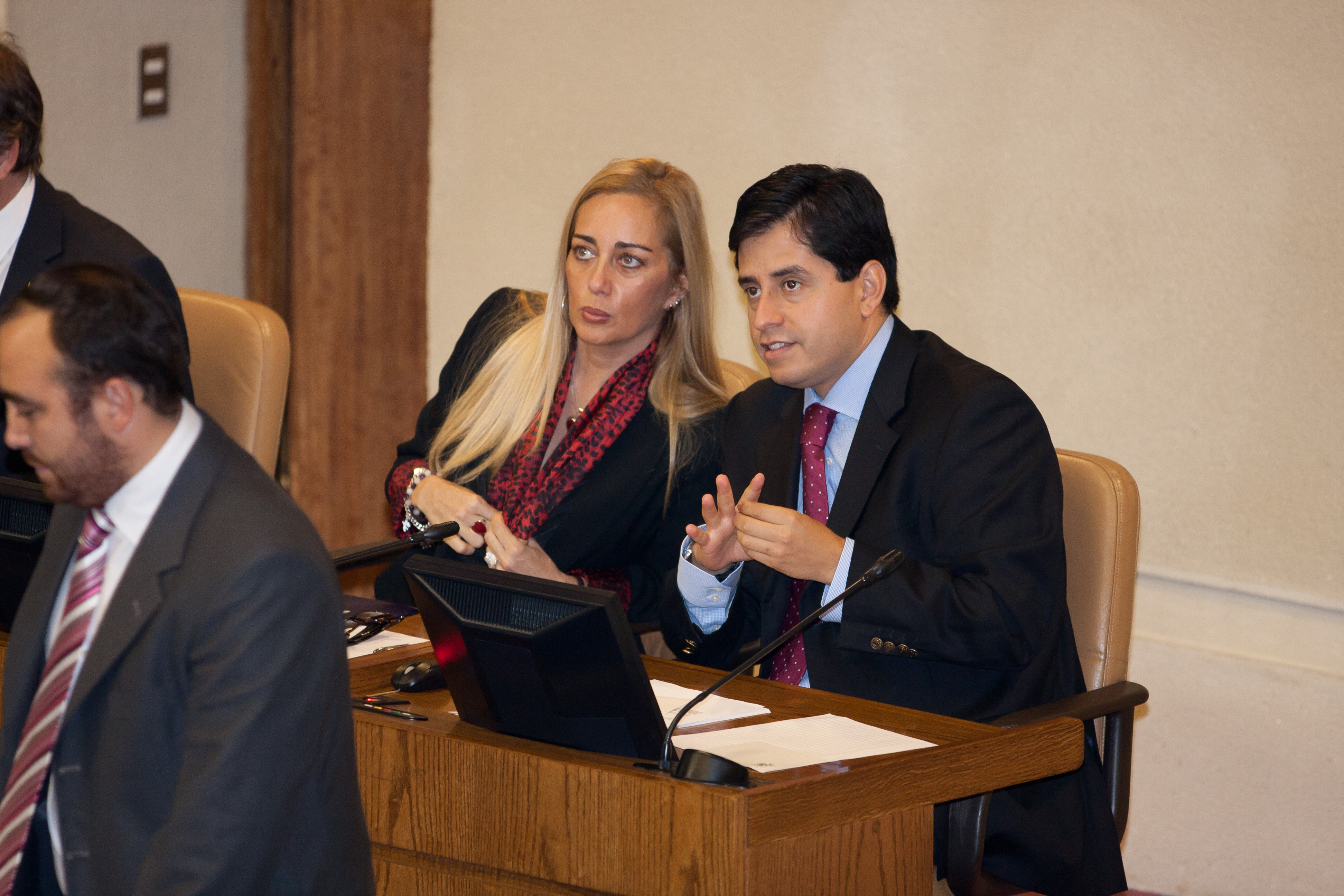
Marta Isasi como diputada junto a Pedro Araya en 2011. Ambos militaban en el PRI en ese entonces.

Se postuló como candidata a diputada por el distrito N.°2, de Iquique, por el Partido de Acción Regionalista de Chile (PAR), en 2005, siendo un rostro relativamente nuevo y durante el período edilicio de Jorge Soria. Fue elegida, sorpresivamente, con un 26,66% de los votos, obteniendo la segunda mayoría y quitando el escaño al exsenador Julio Lagos Cosgrove.
Integró las comisiones de Desarrollo Urbano y Vivienda, Gobierno Interior, Regionalización, Desarrollo Social y Planificación. También Zonas Extremas y Comisión Investigadora sobre Platas Públicas entregada al Cordap. Tras la disolución del PAR en 2007, comenzó su distanciamiento de Soria, hasta llegar a ser apoyada por el conservador partido de la UDI; un ejemplo político exactamente igual es el de la exdiputada Rosa González Román.[cita requerida] En 2009 se lanzó a la reelección como independiente por el pacto Coalición por el Cambio y obtuvo la primera mayoría, con un 31,02%, equivalente a 28.884 votos.
Renunció al PAR el 28 de julio de 2007, integrándose a la bancada de Renovación Nacional, sin alcanzar a militar en dicho partido. Renunció a dicha bancada en 2008, y se unió a la bancada de la Unión Demócrata Independiente, renunciando a ella en julio de 2010 para integrar el comité parlamentario del Partido Regionalista de los Independientes (PRI) e Independientes. En 2013, tras su controversia con Evelyn Matthei, la UDI le retiró su cupo electoral en la Cámara, por lo que buscó la reelección como independiente fuera de pacto en las elecciones parlamentarias de noviembre de ese año. En ellas obtuvo casi el 13% de las preferencias, cantidad que no le alcanzó para un nuevo periodo en la Cámara.

## Controversias

### Cohecho en Caso Corpesca
En 2009 se le comenzó a investigar por presuntas irregularidades en su trabajo parlamentario, junto a otros diputados, desde el escándalo de Maximiano Errázuriz. La causa fue posteriormente archivada.
En mayo de 2013 la diputada fue acusada de recibir 25 millones de pesos por parte de la empresa pesquera Corpesca —perteneciente al grupo Angelini— previa votación de la denominada Ley de Pesca. La información fue dada a conocer por un exasesor de Isasi, quien además reconoció haber tenido una relación sentimental con la diputada. Durante la audiencia de formalización por la investigación de este caso de corrupción, la fiscal Ximena Chong señaló que Isasi solicitó a Corpesca pagos de diversas sumas de dinero para ejecutar actos propios de su cargo y actos fuera de los deberes de su cargo, actuando como "un vehículo de los intereses” de la empresa en el Parlamento. Debido a lo anterior, el 2 de junio de 2016 se le decretó arresto domiciliario nocturno y arraigo nacional.
El 2 de diciembre de 2020, el Tercer Tribunal Oral en lo Penal de Santiago la declaró culpable del delito de cohecho y la absolvió de los delitos tributarios que le imputaban, debido a que el Servicio de Impuestos Internos no perseveró en su querella. Su condena fue informada el 16 de abril de 2021, y consistió en 50 días de prisión -que ya habría cumplido, debido al tiempo que pasó con arresto domiciliario- y el pago de una multa de $20 000 000 de pesos. Además, quedó impedida de ejercer cargos públicos durante un año y cinco meses. La sentencia fue confirmada por la Corte de Apelaciones de Santiago en noviembre de 2021.

### Enfrentamientos verbales
En junio de 2008, durante la visita que realizó la ministra de Salud, María Soledad Barría, al recién inaugurado Hospital Base de Urgencia de Alto Hospicio, denunció falencias en el sistema de salud de la Región de Tarapacá (sobre todo en los casos de notificaciones atrasadas de contagios del VIH sida) y del estado precario del citado hospital y del Hospital Regional de Iquique. A los días siguientes del encuentro, la ministra renunció a su cargo.
En enero de 2013 se divulgó un video en el que aparecía Isasi en una reunión con la ministra del Trabajo Evelyn Matthei, donde discutían la situación de los trabajadores de la Universidad del Mar, sede Iquique. En la ocasión, ambas se interpelaron duramente, intercambiando algunas groserías; más tarde Matthei acusó a Isasi de grabar la reunión sin su consentimiento.

## Historial electoral

### Elecciones parlamentarias de 2005
- Elecciones parlamentarias de 2005 a Diputado por el distrito 2 (Alto Hospicio, Camiña, Colchane, Huara, Iquique, Pica y Pozo Almonte)[19]

### Elecciones parlamentarias de 2009
- Elecciones parlamentarias de 2009 a Diputado por el distrito 2 (Alto Hospicio, Camiña, Colchane, Huara, Iquique, Pica y Pozo Almonte)[20]

### Elecciones parlamentarias de 2013
Elecciones parlamentarias de 2013 a Diputado por el distrito 2 (Alto Hospicio, Camiña, Colchane, Huara, Iquique, Pica y Pozo Almonte) 